# Panther (Schiff, 1885)
SMS Panther war ein Torpedokreuzer der österreich-ungarischen Kriegsmarine und das Typschiff dieser Klasse, zu der noch die Leopard gehörte, die beide in Großbritannien auf der Armstrong Werft in Elswick gebaut wurden. Ähnlich war die im Inland in Triest gebaute Tiger. Anfangs als „Torpedoschiff“ klassifiziert, galt sie ab 1909 als „Kleiner Kreuzer“.
Die überwiegend als Führerschiff von Torpedobooten eingesetzte Panther führte auch einige Auslandsreisen durch und wurde zu Beginn des Ersten Weltkrieges noch aktiv zur Bekämpfung von Landzielen an der montenegrinischen Front genutzt. Anfang 1917 wurde sie abgerüstet und diente nur noch als Wohn- und Schulschiff. 1920 wurde die an die Alliierten ausgelieferte Panther in Messina abgebrochen.

## Baugeschichte
Am 8. September 1884 forderte der damalige Befehlshaber der k.u.k. Kriegsmarine, Admiral von Sterneck, in einem Memorandum den Bau von sogenannten Torpedoschiffen. Diese sollten sowohl in der Lage sein, feindliche Großkampfschiffe mit Torpedos anzugreifen, als auch bewaffnete Aufklärung und Patrouillenfahrten zu übernehmen. Gefordert wurden eine Wasserverdrängung von etwa 1560 ts und eine Höchstgeschwindigkeit von 18 bis 19 Knoten. Nach Bewilligung der Gelder für den Bau von zwei Schiffen durch den österreichischen und den ungarischen Reichstag entschied man sich, diese im Vereinigten Königreich bauen zu lassen. Nachdem man über den k.u.k. Marineattaché Baron von Haan in London fünf Angebote eingeholt hatte, gab man den Auftrag für den Bau von zwei Torpedoschiffen I. Klasse an das Unternehmen Armstrong, Mitchell & Co., das die Schiffe auf seiner neuen Kriegsschiffwerft in Elswick bei Newcastle upon Tyne baute. Die Panther war das erste Kriegsschiff, das auf der neuen Werft vom Stapel lief; es erhielt die Baunummer 480. Konstruiert wurden die „Torpedoschiffe“ (torpedo cruiser) am 18. September 1884 bestellten Schiffe noch von William Henry White, von 1885 bis 1902 'Director of Naval Construction' der Royal Navy.
Die Stahlrumpfschiffe hatten eine Verdrängung von 1.552 ts (maximal bis 1730 ts) bei einer Länge von 239 ft. (72,85 m), einer Rumpfbreite von 10,36 m und bei Fertigstellung einem Tiefgang von 4,4 m. Als Antrieb dienten zwei stehende 2-Zylinder-Verbundmaschinen mit vier Doppelender-Zylinderkesseln, die der Panther eine Geschwindigkeit von bis zu 19,4 kn gaben.

Der beaufsichtigende k.u.k. Schiffbauingenieur Siegfried Popper, später der Generalschiffbau-Ingenieur der österreichischen Flotte, stellte bei Nachprüfungen fest, dass das Schiff stark buglastig sein und vorn bis zu 1,5 Meter tiefer im Wasser liegen würde als am Heck. Nach längeren Meinungsverschiedenheiten mit der Werft und deren Chefkonstrukteur William White musste dieser den Fehler eingestehen, worauf Umbauten (Gewichtsverlagerungen) vorgenommen wurden, um die Buglastigkeit zu verringern. Sie betrug danach 0,75 Meter.
Die Bewaffnung des Schiffes bestand anfangs aus zwei 12-cm-L35/C80-Kanonen von Krupp mit Rundkeilverschluss auf einer Vorderpivot-Ausrennlafette, vier 47-mm-L/33-Schnellfeuerkanonen, sechs 47-mm-Hotchkiss-Revolverkanonen und vier einzelnen 350-mm-Torpedorohren (je ein Rohr im Bug, im Heck – beide starr –, backbords und steuerbords – beweglich). Schon 1891 wurden die alten 47-mm-Geschütze durch zehn 47-mm-L/44-Schnellfeuergeschütze der Bauart Skoda ersetzt. 1909 erfolgte eine Modernisierung, bei der die Bewaffnung der Panther verändert wurde. Vier 7-cm-L/45-Schnellfeuergeschütze ersetzten die alten 12-cm-Krupp-Kanonen, dabei wurde das Hecktorpedorohr und die Ausbuchtungen für die 12-cm-Kanonen entfernt.

## Einsatzgeschichte
Nach der Fertigstellung wurde die Panther als Führungsschiff einer Torpedo-Flottille eingesetzt. Ab Mai 1896 bis Februar 1898 erfolgte der erste größere Auslandseinsatz des Schiffes bis nach Ostasien.
Im Jahre 1903 erfolgte die Umklassifizierung zum Kreuzer III. Klasse und von Januar 1905 bis Dezember 1906 ein erneuter Auslandseinsatz nach Ostafrika, Australien, Neuseeland und Ostasien. Im Jahre 1909 wurde die SMS Panther nach Modernisierung und Umbewaffnung zum Kleinen Kreuzer umklassifiziert. Von August 1909 bis zum November 1910 führte die Panther eine letzte große Auslandsreise erneut nach Ostasien durch.

### Fahrten, Einsätze, Verbleib
- 15. Januar – 6. Februar 1886 Überführung von North Shields nach Triest mit Besuch von Lissabon
- 2. Juni 1886 endgültige Abnahmefahrt, dabei 19,4 kn erreicht
- 5. Mai – 5. Juni 1887 Teilnahme an den Sommermanövern der Flotte
- 25. April – 27. Mai 1888: Im Verband der k.u.k. Eskadre mit dem Schwesterschiff Leopard bei der Weltausstellung in Barcelona, nach Rückkehr am 25. Juni vor Badia, Dalmatien, aufgelaufen; der Kommandant, Graf Rudolf Montecuccoli, der spätere Flottenkommandant, erhielt einen strengen Verweis und musste den Schaden bezahlen
- 12. Juni – 15. Juli 1889 Teilnahme an den Sommermanövern der Flotte
- 1891 Austausch der alten 47-mm-Geschütze gegen modernere 47-mm-L/44-Schnellfeuergeschütze
- 1894 Austausch der 12-cm-Kanonen 12-cm-/L35-Krupp-Schnellfeuergeschütze
- Mai 1895 Teilnahme an den Sommermanövern der Flotte
- 1. Mai 1896 – 28. Februar 1898: Erste lange Auslandsreise nach Ostasien unter Carl Edler von Koppel durch den Suezkanal, über Massaua und bei sehr schlechtem Wetter von Aden nach Bombay; zwischen Hongkong und Shanghai Anfang August in einem Taifun mit geringen Schäden, Besuche in Korea, Wladiwostok (27. August bis 7. September), Tsingtau, Weihaiwei, Yantai, Lüshunkou; ab Mitte Oktober Besuch japanischer Häfen; Ende Januar 1897 über Manila und Bangkok nach Singapur, wo die Panther ins Dock geht, bevor sie wieder vor die chinesische Küste läuft, Anfang Mai 1897 Austausch der Besatzung mit Kaiser Franz Joseph I. in Yantai/Tschifu; erneute Besuche in Korea und Wladiwostok; ab Mitte September Überholung Yokohama, für den erkrankten Kommandanten übernimmt Friedrich Freiherr das Kommando der Panther, ab Anfang Oktober von Hongkong Rückmarsch, am 26. Februar 1898 Rückkehr nach Pola nach 37.700 Seemeilen über 69 Etappen.
- 1899: zeitweilige Außerdienststellung
- 1900: Wiederindienststellung, Teilnahme an den Sommermanövern der Flotte
- 1901: Teilnahme an den Sommermanövern der Flotte
- 26. Januar – 26. Februar 1902: Reise nach Rabat, um den in Gibraltar aufgenommenen Botschafter Graf Folliot de Crenneville zu Verhandlungen mit dem Sultan von Marokko zu bringen, später Teilnahme an den Sommermanövern der Flotte
- 1903: in Reserve
- 1904: Instandsetzung für Auslandseinsatz, neue Schornsteine,
- 15. Januar 1905 – 22. Dezember 1906: Zweite große Auslandsreise unter Ludwig von Höhnel nach Äthiopien (Kommandant besucht vom 4. Februar bis 10. April Addis Abeba und Kaiser Menelik II.), das zwischen Aden und Dschibuti pendelnde Schiff trifft auf Teile der Baltischen Flotte auf dem Weg nach Japan; über Colombo und Batavia nach Fremantle, Australien, über weitere Häfen bis Brisbane und von dort nach Auckland, Neuseeland (25. September); über Nouméa, Thursday Island und Makassar nach Singapur und dann nach Ostasien (2. Januar 1906 in Hongkong), 2.–17. Juni Besuch des deutschen Stützpunktes Tsingtau, ab 22. Oktober von Hongkong Rückmarsch nach Europa, am 20. Dezember Eintreffen in Pola. Am 22. außer Dienst gestellt

1907 zu Reparaturen nach Triest, zwei kurze Reisen mit der Erzherzogin Maria Josepha,
1908 bis März 1909 Umbau der Bewaffnung
- 16. August 1909 – 15. November 1910 letzte große Auslandsreise nach Ostasien, dabei Ende Oktober 1909 Besatzungstausch mit der Kaiserin Elisabeth, ab 28. September 1910 Rückmarsch aus Hongkong nach Europa
- 1911–1913: Stationsschiff in Triest
- ab Ende Dezember 1913 Einsatz vor der albanischen Küste bis zum Kriegsbeginn
- 1914: bei Kriegsbeginn verlegt in die Bucht von Kotor
- 9. September 1914: Im Verband mit den Kreuzern Kaiser Franz Joseph I. und Kaiser Karl VI. Beschießung der Lovćen-Batterien
- 8.–9. Januar 1916: Im Verband mit Kaiser Franz Joseph I. erneute Beschießung der Lovcen-Batterien
- 15. Februar 1917: Abgerüstet, Wohnschiff der U-Boot-Station Gjenovic an der Bucht von Kotor
- 6. Mai 1917: Verlegung nach Pola
- 29. Mai 1917: Wiederindienststellung als seegehendes Schulschiff
- Oktober 1918: Außerdienststellung

Ende Januar 1920 von der alliierten Marinedelegation in Paris Großbritannien zugesprochen, an eine italienische Firma in Messina verkauft und abgewrackt.